# Hanuka

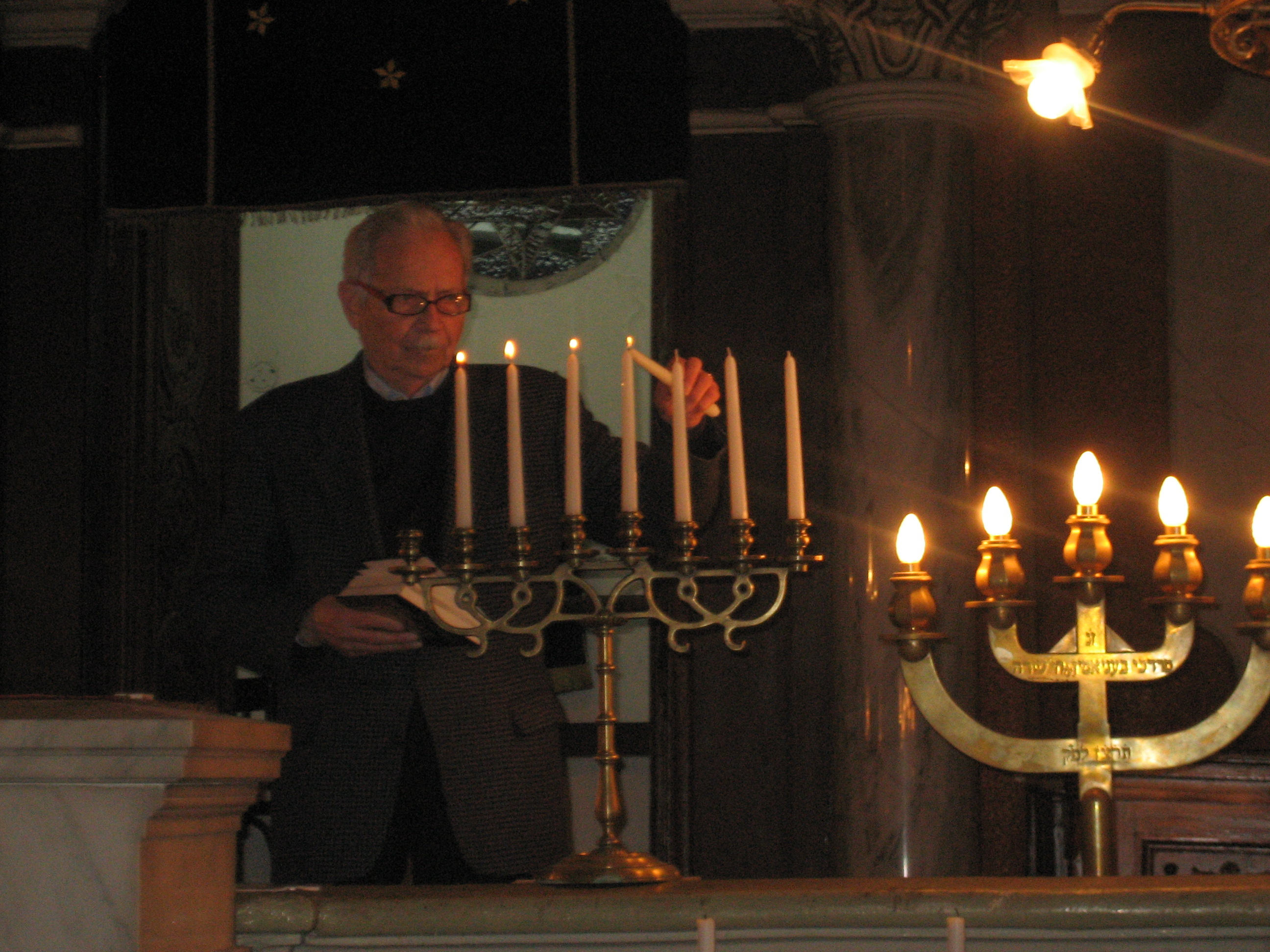
Hanukai gyertyatartó (baloldalt) a marosvásárhelyi Status Quo zsinagógában

A hanuka (héberül חֲנֻכָּה ḥănukkâ, pontozatlanul חנוכה is, felszentelés), a fények ünnepe, a zsidók legismertebb  ünnepe a nem zsidók körében. A Makkabeusoknak a szíriai görögök feletti győzelmére (i. e. 165.), a jeruzsálemi szentély megtisztítására és újraavatására, valamint a nyolc napon át égő mécses csodájára emlékezik. Azon zsidó ünnepek közé tartozik, melyek nem a Tórán alapulnak (ilyen még például a purim), abban egyedi, hogy egy hadi eseményt örökít meg a nép emlékezetében. Jézus Krisztus is rendszeresen feljárt megünnepelni a hanukát (Jn 10,22).

## A szentély újjáavatásának ünnepe
Az i. e. 2. század közepén a Júdeát kormányzó görög uralkodó, IV. Antiokhosz az eddig vallási önállóságot élvező Júdeában korlátozó intézkedéseket vezetett be, hogy elősegítse a hellenizmus térhódítását. Elhelyezte Zeusz szobrát a szentélyben, megszentségtelenítve azt, és arra kötelezte a zsidókat, hogy a Tóra szigorú tilalmát megszegve boruljanak le a városokban körülhordozott bálványok előtt. Ennek hatására egy Modiin nevű kisvárosban a Hasmoneus családból származó Mátitjáhu felkelést robbantott ki, majd fia, Júda Mákábi vezetésével egy maroknyi zsidó csapat győzelmet aratott a túlerőben lévő szír-görögök felett, megtisztították a szentélyt és újból felavatták azt. Ennek emlékére nevezték el az ünnepet hanukának, ami héberül „felszentelést” jelent.
A hanuka a judaizmusban az egyistenhívő zsidó vallás diadalát ünnepli a hellenizmus szinkretizáló, minden vallást összemosni igyekvő törekvései felett.[forrás?]

## A fények ünnepe
Hág háórim: a fények ünnepe. Miután a Makkabeusok megtisztították a szentélyt, csupán egy napra elegendő kóser olajat találtak, amellyel meggyújthatták a szent gyertyatartót, a menórát. Új olaj előállítására nyolc napra volt szükség, de ekkor a hagyomány szerint csoda történt: az egy napra elegendő olaj nyolc napon át égett. Ennek emlékére a hanuka első napjától kezdve minden este eggyel több gyertyát gyújtanak meg a zsidó családok, és olyan helyre teszik őket, ahol hirdethetik az isteni csodát. A gyertyatartót, amelybe a gyertyákat helyezik, hanukiának hívják.
Ez az ünnep a téli estéken különösen meghitt és sok vidámsággal teli. A gyerekek trenderlivel (hanukai pörgettyű) játszanak, olajban sült finomságokat kapnak és hanukai dalokat énekelnek, a nők pedig Hannára és hét fiára emlékeznek, akik inkább a mártírhalált választották, mintsem hogy megszegjék Isten törvényét és leboruljanak az idegen istenek előtt.
A középkortól kezdve ezen az ünnepen ajándékot is kapnak a zsidó gyerekek, mert a karácsonyt megünneplő keresztényekkel szemben rossz érzés lenne nekik, ha ők nem lennének megajándékozva. Korunkban előfordul, hogy a hanuka minden napján ajándékkal kedveskednek a gyermekeknek, ezzel is erősebbé téve a vallási hovatartozás érzését.

## Hanukia

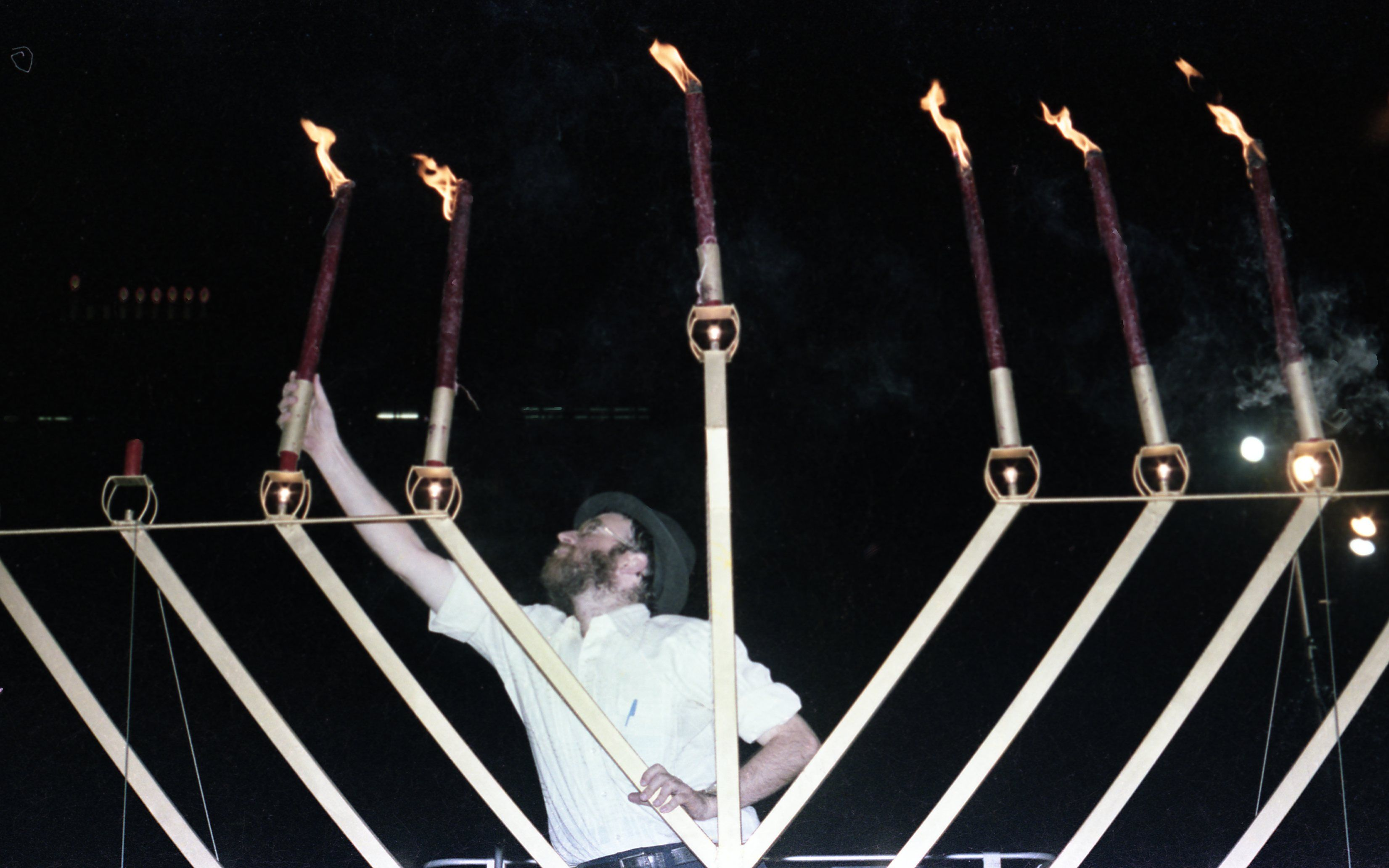

A hanukiának, azaz a hanukai gyertyatartónak (amely nem tévesztendő össze a menórával) kilenc ága van, nyolc normál gyertyatartó és – középen – egy „szolga” (sámás vagy sámesz). A „szolga” segítségével kell meggyújtani a nyolc gyertyát vagy mécsest. Első nap egyet, másodikon kettőt és így tovább. Az ünnep végén minden láng ég (nyolc plusz a szolga), így szimbolizálva, hogy az olaj kitartott nyolc napig.
(Mivel a zsidó naptár szerinti napok napnyugtával kezdődnek, tehát az első gyertyát az ünnepi dátum előtti este kell meggyújtani.)

## A trenderlizés

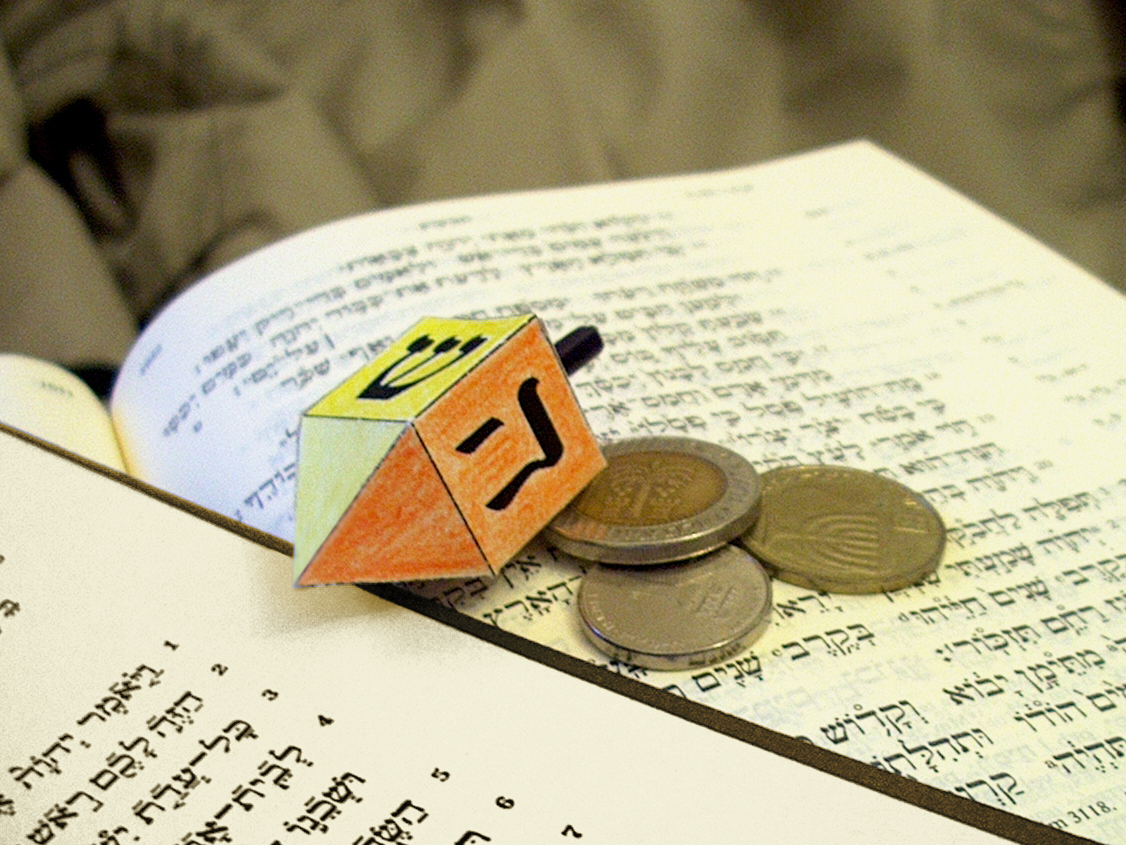
Trenderli

A hanuka fontos kelléke egy speciális négyoldalú pörgettyű, a trenderli. A jiddis eredetű szó héberül szevivón, de dreidel, dradel, kreisel, trompo néven is ismerik egyes országokban.
A trenderlivel gyerekek játszhatnak hanuka alatt csoportban. A pörgettyű négy oldalán egy-egy betű olvasható, és ezek a betűk határozzák meg a játékosok által teendő továbbiakat:
| betű | betű  | jiddisül | érték  | jelentés                                                   |
| ---- | ----- | -------- | ------ | ---------------------------------------------------------- |
| נ    | nún   | nischt   | semmi  | a következő játékos jön                                    |
| ג    | gimel | gantz    | minden | a játékos mindent visz (a bankot), mindenki újat tesz be   |
| ה    | hé    | halb     | fél    | a játékos a betétek felét viszi (páratlannál a kevesebbet) |
| ש    | sin   | shtel    | betét  | a játékos egyet (vagy kettőt) befizet a banknak            |

A játék addig zajlik, ameddig az egyik játékos mindent el nem visz.
Izraelben a ש helyett פ (pé) szerepel a negyedik oldalon, amely a pó itt szót jelöli a sám ott helyett. Ennek magyarázata az, hogy a négy betű egy-egy mondatot is alkot:
- a diaszpórában: נס גדול היה שם (nész gádól hájá sám), vagyis nagy csoda történt ott',
- Izraelben: נס גדול היה פה (nész gádól hájá pó) nagy csoda történt itt'.

## Hanuka és a karácsony
A hanuka a fények, illetve a szentély újjáavatásának ünnepe, és eredetileg semmi köze karácsonyhoz. Ennek ellenére "Hanukarácsony" néven a nyugati kultúrák progresszívebb vallásértelmezésében sokan párhuzamot vonnak a két ünnep között és közelebb hozzák egymáshoz, mivel az évnek ugyanarra a részére esnek, mindkét ünnepnek tartozéka a gyertyaláng és mind a két ünnepkor ajándékot kapnak a gyerekek. Azonban míg a karácsony a keresztény vallás egyik legfontosabb ünnepe, a hanuka jelentősége csekélyebb: hanuka idején nem tilos a munkavégzés, és a hívő zsidók nem hordanak ünnepi ruhát. Ugyanakkor a hanuka fontos ünnep: Maimonidész például még a legszegényebb zsidókat is arra inti, hogy gyújtsanak lámpást az ünnep alkalmából, akkor is, ha el kell adniuk a ruháikat, hogy olajat vásárolhassanak.

## A hanuka időpontja
A zsidó naptár szerint:
- kiszlév 25 – tévét 3.

A Gergely-naptár szerint:

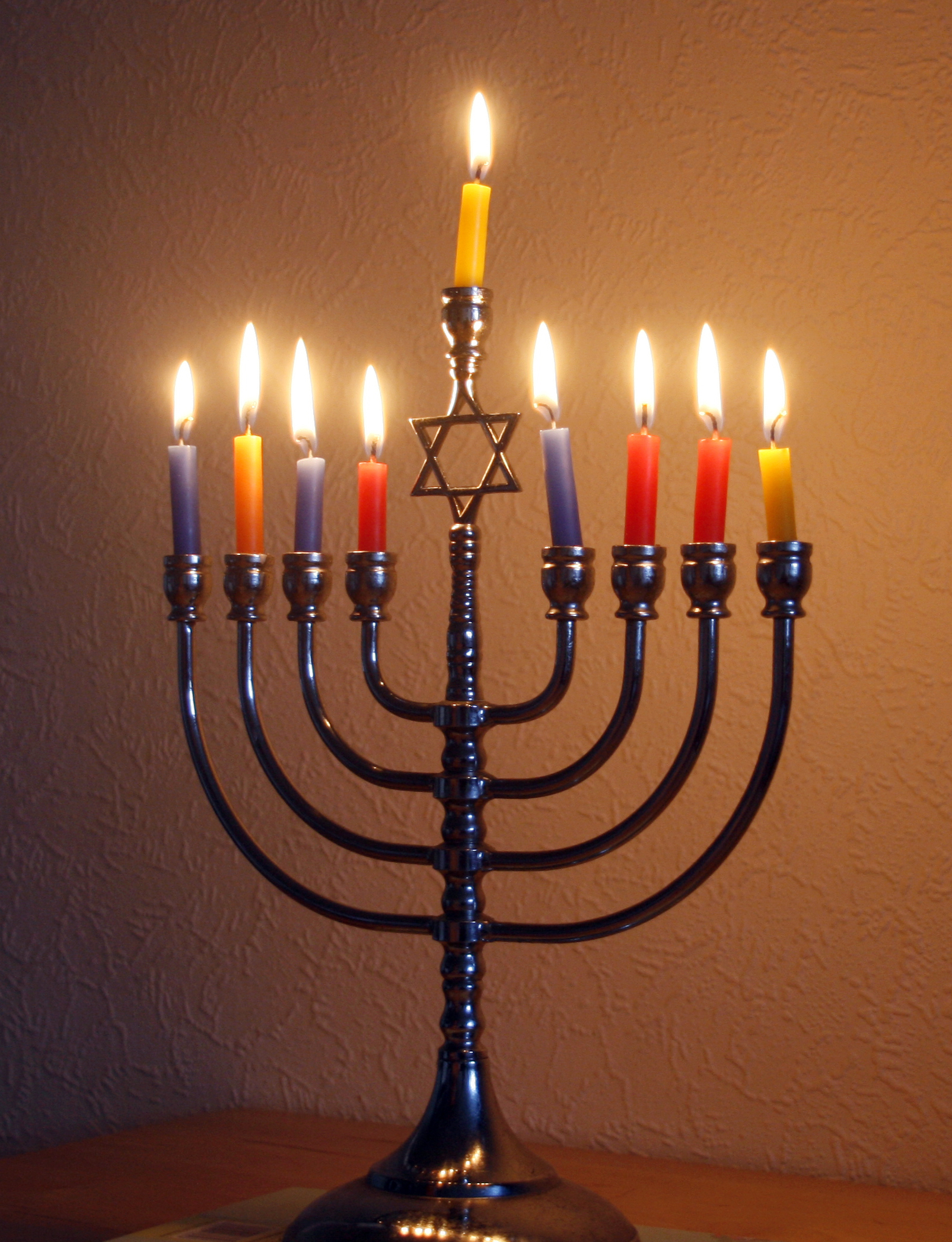
Hanukai gyertyatartó égő gyertyákkal, teljes fényben

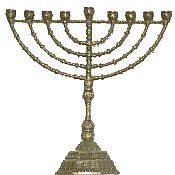
Hanukai gyertyatartó, még a fénylő gyertyák nélkül

- 5766: 2005. december 26. – 2006. január 3.
- 5767: 2006. december 16–23.
- 5768: 2007. december 5–12.
- 5769: 2008. december 21–29.
- 5770: 2009. december 12–20.
- 5771: 2010. december 2–10.
- 5772: 2011. december 21–29.
- 5773: 2012. december 9–16.[9][10]
- 5774: 2013. november 28–december 6.
- 5775: 2014. december 16–24.
- 5776: 2015. december 6–14.
- 5777: 2016. december 24. – 2017. január 1.
- 5778: 2017. december 12–20.
- 5779: 2018. december 2–10.
- 5780: 2019. december 22–30.
- 5781: 2020. december 10–18.
- 5782: 2021. november 28–december 6.
- 5783: 2022. december 18–26.
- 5784: 2023. december 7–15.
- 5785: 2024. december 25. – 2025. január 2.

Az elsőként megadott nap napnyugtától az utolsóként megadott nap napnyugtáig tart.
A hanuka kezdete lassan előre halad a Gergely-naptárhoz képest: 3032-ben első napja január 1-jére esik, az esti kezdet miatt 3031. december 31-én kezdődik. 3316-ban nem lesz hanuka, mert csak 3317. január 2-án kezdődik (január 1-jén este). 3317-ben viszont egy második hanuka is lesz december 22-i kezdettel.

## Lásd még
- Judaisztikai szakirodalmi művek listája